# عرعریان
عَرعَریان (نام علمی: Simaroubaceae) تیره‌ای از ناتَرَک‌سانان (نام علمی: Sapindales) با سیزده سرده درختی و ۹۵۰ گونه که در تمامی نواحی گرمسیری می‌رویند؛ برگهای آنها که از تعدادی برگچه حول یک محور تشکیل شده‌است به صورت متناوب در طول ساقه قرار گرفته‌اند؛ بیشتر گونه‌های این تیره گلهای کوچک و پوست تلخ و میوه‌های گوشتی دارند که گاهی بالدار هستند.